# 布札希尼
布札希尼（波蘭語：Brzeziny）是波蘭羅茲省的一個城市，位於羅茲東方20公里，是布熱濟內縣的首府。約有1.2萬名居民。

## 外部連結
- 地圖 （页面存档备份，存于）